# نویشتات این هولشتاین
شهر نوی‌اشتات این هل‌اشتاین (به آلمانی: Neustadt in Holstein) در ایالت اشلسویگ-هل‌اشتاین در کشور آلمان واقع شده‌است.